# Yuri Tiukalov
Yuri Tiukalov –en ruso, Юрий Тюкалов– (4 de julio de 1930-19 de febrero de 2018) fue un deportista soviético que compitió en remo.
Participó en tres Juegos Olímpicos de Verano entre los años 1952 y 1960, obteniendo tres medallas: oro en Helsinki 1952, oro en Melbourne 1956 y plata en Roma 1960. Ganó una medalla en el Campeonato Mundial de Remo de 1962 y siete medallas en el Campeonato Europeo de Remo entre los años 1954 y 1961.

## Palmarés internacional
| Juegos Olímpicos   | Juegos Olímpicos         | Juegos Olímpicos  | Juegos Olímpicos   |
| Año                | Lugar                    | Medalla           | Prueba             |
| ------------------ | ------------------------ | ----------------- | ------------------ |
| 1952               | Helsinki (Finlandia)     | Medalla de oro    | Scull individual   |
| 1956               | Melbourne (Australia)    | Medalla de oro    | Doble scull        |
| 1960               | Roma (Italia)            | Medalla de plata  | Doble scull        |
| Campeonato Mundial |                          |                   |                    |
| Año                | Lugar                    | Medalla           | Prueba             |
| 1962               | Lucerna (Suiza)          | Medalla de bronce | Cuatro con timonel |
| Campeonato Europeo |                          |                   |                    |
| Año                | Lugar                    | Medalla           | Prueba             |
| 1954               | Ámsterdam (Países Bajos) | Medalla de oro    | Cuatro con timonel |
| 1955               | Gante (Bélgica)          | Medalla de plata  | Scull individual   |
| 1956               | Bled (Yugoslavia)        | Medalla de oro    | Doble scull        |
| 1957               | Duisburgo (RFA)          | Medalla de oro    | Doble scull        |
| 1958               | Poznań (Polonia)         | Medalla de oro    | Doble scull        |
| 1959               | Mâcon (Francia)          | Medalla de oro    | Doble scull        |
| 1961               | Praga (Checoslovaquia)   | Medalla de oro    | Doble scull        |